# Anna Rossell Ibern
Anna Rossell Ibern (Mataró, 1951) és filòloga, crítica literària, gestora cultural i escriptora: poesia, novel·la, microrelat, teatre. Professora de llengua alemanya en l'Institut Goethe i a l'Escola Oficial d'Idiomes de Barcelona. Professora i investigadora de la llengua i la literatura alemanyes a la Universitat Autònoma de Barcelona fins a desembre de 2009.

## Obra

### Poesia
- 2010- La ferida en la paraula ISBN 978-84-95705-97-6
- 2011- Quadern malià / Cuaderno de Malí ISBN 978-84-614-9962-5
- 2011- La Veu per companya ISBN 978-84-615-0516-6
- 2013- Àlbum d'Absències ISBN 978-84-941025-0-9
- 2015- Alma escarchada / Ànima gebrada / Suflet înghețat ISBN 978-606-13-2366-1 (Antología, Editura PIM, Rumanía)
- 2015- Auschwitz-Birkenau. La prada dels bedolls / La pradera de los abedules ISBN 978-84-943138-2-0
- 2015- Auschwitz-Birkenau. La prada dels bedolls / La pradera de los abedules eBook Kindle-Amazon
- 2021- Us deixo el meu llegat per si algun dia... Oratori en XVII cants ISBN 978-84-120854-2-6
- 2021- Os dejo mi legado, por si algún día... Oratorio en XVII cantos ISBN 978-84-120854-3-3

### Novel·la
- 2011- Mondomwouwé ISBN 978-84-614-9964-9
- 2012- Aquellos años grises (España 1950-1975) ISBN 978-84-939881-1-1
- 2020- Barcelona, aquellos años. El despertar de una conciencia ISBN 978-84-135-0587-9
- 2020- Barcelona, aquells anys. El despertar d'una consciència ISBN 978-84-135-0599-2

### Llibres de viatge
- 2006- Mi Viaje a Togo ISBN 9788495705365

### Dramatúrgia
- 2016- SIUATL - Historia de México a través de tres generaciones de mujeres mexicanas (Work in progress) - (castellà)
- 2018- SIUATL - De huidas, guerrillas y fandangos (En coautoria) - (castellà)

### Traduccions
- 1987- El Elegido ISBN 978-84-350-1675-9 (Der Erwählte, de Thomas Mann)
- 1989- Thomas Mann y los suyos ISBN 978-84-7223-128-3 (Thomas Mann und die Seinen, de Marcel Reich-Ranicki)
- 1993- ¡Happy birthday, turco! ISBN 978-84-88455-03-1 (Happy birthday, Türke!, de Jakob Arjouni)

### Altres
- 1996- Manual de Traducción: Alemán/Castellano ISBN 9788474325539